# Associação Clube Milheirós
A Associação Clube Milheirós é um clube português localizado na freguesia de Milheirós, concelho da Maia, distrito do Porto. O clube foi fundado em 12 de Julho de 2016, alcançando duas subidas de divisão nas duas primeiras épocas de competição. O seu atual presidente é Doro Guedes.
Os seus jogos em casa são disputados no Campo Municipal de S. Pedro Fins.
A equipa de futebol sénior participa na Divisão de Honra da Associação de Futebol do Porto.